# Colletia
Colletia és un gènere de plantes dins la família Rhamnaceae, conté de 15 a 17 espècies d'arbusts amb espines. Totes les seves espècies són plantes natives del sud d'Amèrica del Sud. Són plantes actinorizes, és a dir, que fan la fixació del nitrogen sense ser lleguminoses.

## Algunes espècies
- Colletia armata
- Colletia cruciata
- Colletia ferox
  - Colletia ferox var. infausta; sinònim Colletia infausta
- Colletia hystrix - Pink Crucifixion Thorn
- Colletia paradoxa - Crucifixion Thorn, Thorn of the Cross, Anchor Plant
- Colletia spinosa; sinònim Colletia horrida